# Ludwik Straszewicz (ekonomista)

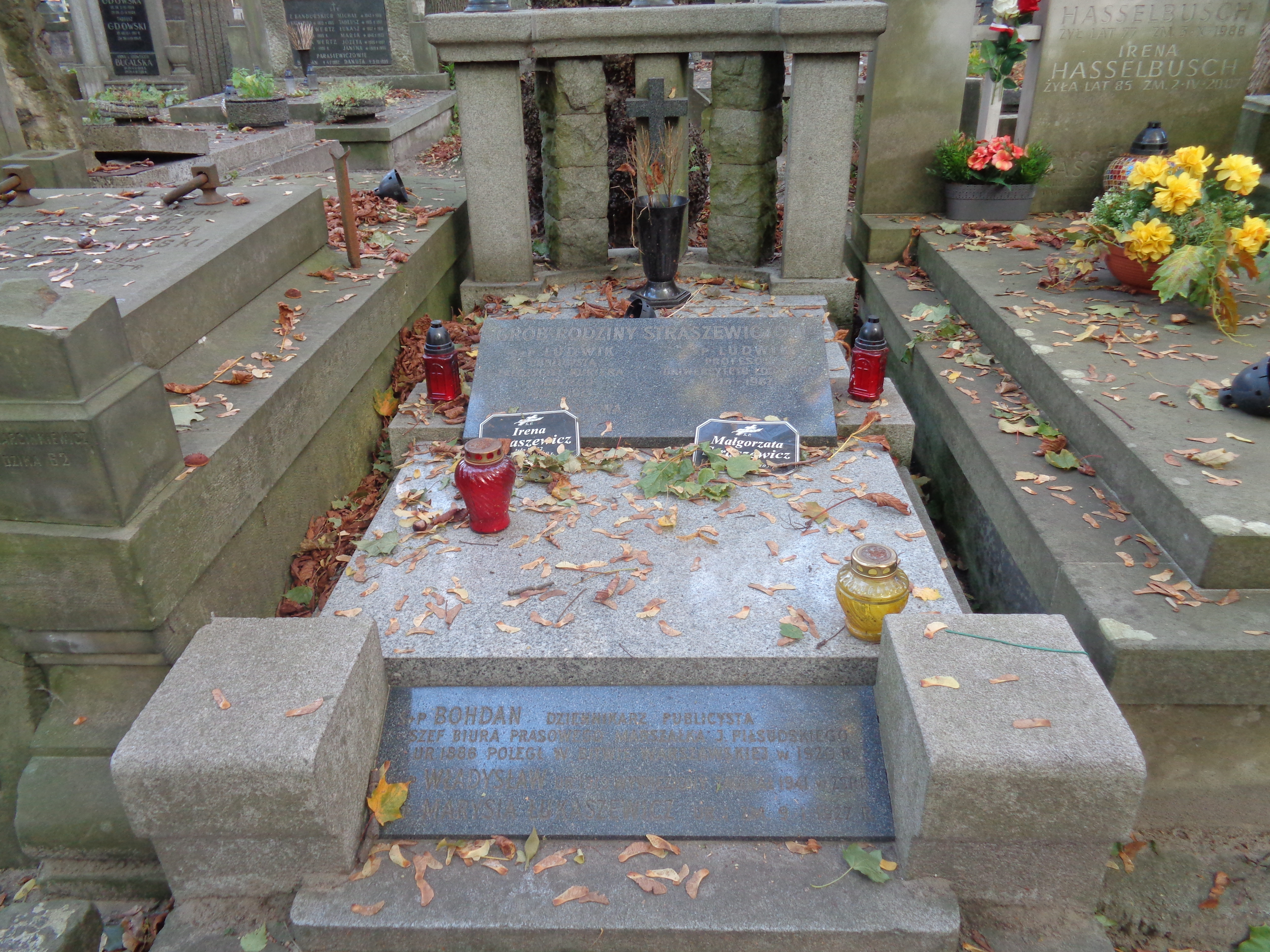
Grób Ludwika Straszewicza na cmentarzu Powązkowskim

Ludwik Straszewicz (ur. 6 grudnia 1916 w Warszawie, zm. 28 grudnia 1987 tamże) – polski ekonomista, geograf, wykładowca, profesor (od 1964) Uniwersytetu Łódzkiego, profesor zwyczajny (od 1975), członek licznych organizacji i towarzystw naukowych, odznaczony (w 1968) Krzyżem Kawalerskim Orderu Odrodzenia Polski.

## Życiorys
Syn Bohdana Straszewicza dziennikarza i publicysty, wnuk Ludwika. Dzieciństwo i lata młodzieńcze spędził w Warszawie. W 1935 roku ukończył I Państwowe Gimnazjum i Liceum im. Stefana Batorego w Warszawie, od 1935 studiował w Szkole Głównej Handlowej. Po przerwie spowodowanej II wojną światową, w 1945 obronił pracę magisterską z ekonomii. Następnie przeniósł się do Wrocławia, gdzie pracował w Regionalnej Dyrekcji Planowania Przestrzennego i Wojewódzkiej Komisji Planowania Gospodarczego. W 1949 obronił rozprawę doktorską i rozpoczął pracę w Instytucie Geografii Uniwersytetu Wrocławskiego. W 1952 przeprowadził się do Łodzi, gdzie został kierownikiem Pracowni Planów Regionalnych. Od 1956 pracownik Uniwersytetu Łódzkiego. W 1957 mianowany docentem i został kierownikiem Katedry Geografii Ekonomicznej UŁ. W 1964 otrzymał tytuł profesora nadzwyczajnego UŁ, a w 1975 profesora zwyczajnego. W 1981 został kierownikiem nowo powstałego Instytutu Geografii Ekonomicznej i Organizacji Przestrzeni. Trzech spośród jego uczniów uzyskało tytuły profesorskie – Marek Koter, Stanisław Liszewski i Tadeusz Marszał.
Prócz Polski, przez wiele lat wykładał także na uczelniach francuskich, m.in. na: Sorbonie, Uniwersytecie Lyon II, Aixen-Provence. Za liczne zasługi dla Francji został odznaczony orderem Palm Akademickich (Ordre des Palmes Académiques).
Specjalizował się w geografii ekonomicznej, planowaniu przestrzennym i geografii regionalnej. Stworzył łódzki ośrodek geografii społeczno-ekonomicznej. Był znawcą geografii przemysłu włókienniczego, badaczem geografii gospodarczej Łodzi i całego regionu Polski środkowej. Autor licznych prac naukowych, m.in.: monografii geograficznej i atlasu regionalnego poświęconych województwu łódzkiemu, monografii Śląska Opolskiego, Francji, Włoch, Hiszpanii i wielkich stolic państw europejskich.
Organizator i pierwszy prezes koła Towarzystwa Urbanistów Polskich w Łodzi, członek zarządu głównego TUP, prezes łódzkiego oddziału Polskiego Towarzystwa Geograficznego, przewodniczący Komisji Geografii Stosowanej i Komisji Geografii Przemysłu, przewodniczący Rad Naukowych (województwa opolskiego – 1959–1975 i województwa łódzkiego – 1963–1969), członek Komisji Geografii Stosowanej Międzynarodowej Unii Geograficznej, inicjator i przewodniczący Międzynarodowej Stałej Grupy Roboczej Geografii Włókiennictwa (1981-1987).
Zmarł dnia 28 grudnia 1987, pochowany na cmentarzu Powązkowskim w Warszawie (kw. 219-6-7).